# A hármas szövetség háborúja
A hármas szövetség háborúja (más néven: a paraguayi nagy háború) egy hat éven át, 1864 és 1870 között zajló háború volt Paraguay és a hármas szövetséget alkotó országok: Argentína, Brazília és Uruguay között.
A háború főként Paraguay keleti, sűrűbben lakott részein zajlott. A harcokban az ország teljesen kivérzett, férfi lakosságának zömét elvesztette, a maradék lakosságot betegség vagy éhínség tizedelte. Brazília és Argentína nagy területeket csatolt el Paraguaytól, melyek lényegében teljesen elnéptelenedtek, azonban a teljes országot nem osztották fel, annak ellenére, hogy a felfoghatatlan mértékű emberveszteség, a gazdaság és az irányító réteg teljes pusztulása miatt Paraguay 1870-re, a háború végére gyakorlatilag már nem is volt működő államszervezet.

## Előzmények
Paraguay az 1800-as évek közepére Dél-Amerika erős országai közé tartozott. 1841-ben Carlos Antonio López került Paraguay élére. Az elnök fejlesztette az ország gazdaságát, és nyílt titok volt, hogy Paraguayt önellátóvá szeretné tenni. 1862-ben hunyt el, és fia, Francisco Solano López lett az új elnök, aki Bonaparte Napóleon csodálója volt, és úgy gondolta, ő is nagy dolgokra termett. Arra kereste a lehetőségeket, hogy nemzetközi hírnevet szerezzen. López apja regnálása alatt hazája párizsi nagykövete volt, ahol megismerkedett Napóleon kultuszával és lenyűgözték III. Napóleon sikerei is. Olyan terveket szövögetett, hogy Napóleonhoz hasonlóan lesz a dél-amerikai kontinens ura és a kellő pillanatban Paraguayból (Franciaország és Brazília mintájára) császárságot csinál. A szomszédos Argentína és Brazília szintén nagyhatalmi terveket szövögettek, ezért egyértelmű volt, ha López hatalomra kerül, az összecsapás elkerülhetetlen lesz.
López ambícióit jól mutatja, hogy a paraguayi hadseregben a francia mintákat kezdte utánozni, így a katonák pont ugyanolyan uniformist kaptak, mint a Napóleon-féle francia haderő. Eleinte még kerülni igyekezett az Argentínával való összeütközést, sőt közvetíteni próbált az argentin polgárháborúban is. Argentínát elsődlegesen Brazília ellen kívánta felhasználni, mivel a két ország korábban már vívott egymással háborút.
López uralma elején még apját követve nagy gondot fordított az infrastruktúra és a mezőgazdaság fejlesztésére is, de elsősorban a haderő fejlesztést tartotta szem előtt.

## A háború

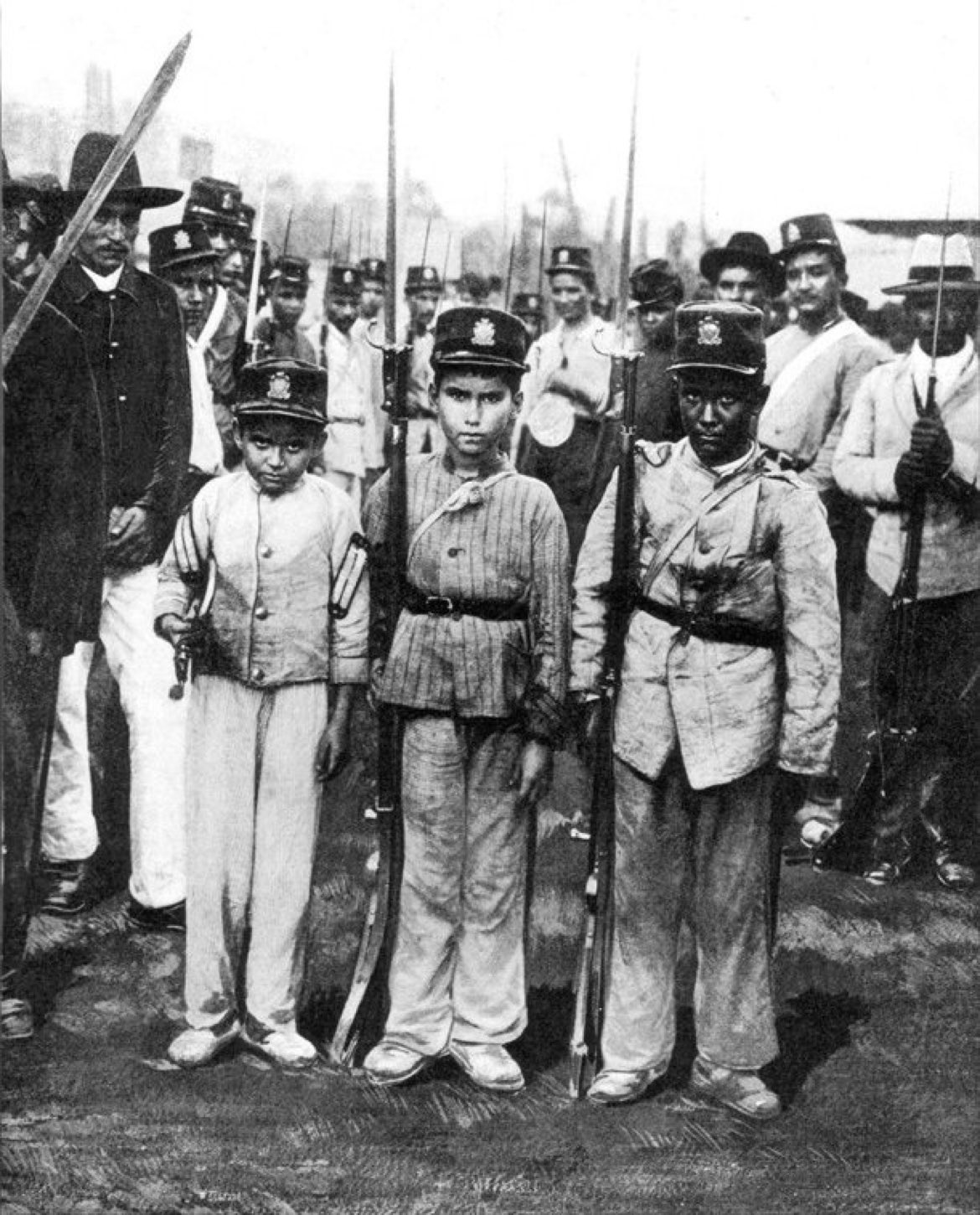
Egykorú fotó a hadseregbe besorozott paraguayi gyerekekről.

A Lópezzel szövetséges Uruguayban Atanasio de la Cruz Aguirre ellen felkelés tört ki 1864-ben, mialatt az országnak a szomszédos Brazíliával is határviszályai voltak. Az alkalmat kihasználva a brazilok lerohanták Uruguayt. López attól tartott, hogy a brazilok Paraguayt is lerohanják, és felszólította Brazíliát, hogy ne tegyen lépéseket Uruguay megszállására, mert ez háborúhoz vezethet. Miután az ultimátumot Brazília figyelmen kívül hagyta, López seregei élén megszállta Mato Grosso tartományt, ahol gazdag gyémántlelőhelyek is voltak. A siker okán a paraguayi parlament még jobban megerősítette López hatalmát, aki nem elégedett meg Mato Grossóval, s rövidesen katonákat küldött Uruguayba is, hogy Aguirre hatalmát visszaállítsák. Ekkorra Uruguayban már egy brazil bábkormány működött, amely háborút hirdetett Paraguay ellen.
Paraguay és Uruguay nem volt határos ország, a paraguayi hadseregnek ezért további brazil területeken kellett áthaladnia. Egyszerűbb lett volna Argentínán keresztül megközelíteni Uruguayt, ezért López külön kérte Bartolomé Mitre elnököt, hogy legalább az átvonulást biztosítsa seregeinek Uruguay felé. Miután Argentína elutasította, hogy területén paraguayi csapatmozgások történjenek, López 1865-ben hadat üzent az argentinoknak is, és elfoglalta két tartományukat, amelyekre külön jogot formált.
A három megtámadott országnak ez már sok volt, 1865. május 1-jén szövetséget kötöttek, és megegyeztek abban, hogy lerohanják Paraguayt és felosztják a három ország között.
A kezdeti gyors sikerek ellenére a paraguayi erők hónapokon belül összeomlottak, mivel ellenségeikhez képest gyengén voltak felszerelve, és az ellentámadásba lendülő argentin, uruguayi és brazil csapatok gyorsan kiverték a paraguayiakat a megszállt területekről. A paraguayi tisztikar sem volt kellően képzett, s első sikereiket is csak az ellenfelek kezdeti felkészületlenségének, s a háború eleji lelkesedésnek köszönhették. Az uruguayi expedícióra küldött katonai erő megsemmisült, ez pedig jelentősen csökkentette a paraguayiak hevét.
Ekkor Francisco Solano López elnök már hajlott volna a béketárgyalásokra, ám a három ország nem volt rá hajlandó, sőt kijelentették, hogy López teljes legyőzéséig kívánják folytatni a háborút. A kezdeményezés az ellenség kezébe került, amelyek már Paraguay területén harcoltak. López rémuralmat vezetett be országában és vaskézzel tartva össze a hadsereget tízezreket sorozott be és küldött a frontra harcolni a túlerőben levő hármas szövetség ellen. A képzetlen és rosszul felszerelt paraguayiak tömegével estek áldozatul főleg az edzettebb Brazil Császári Hadseregnek (Exército Imperial Brasileiro), amely a hármas szövetség legfőbb katonai ereje volt.
1868-ra a brazilok elfoglalták Asunciónt, Paraguay fővárosát. Erre a hadsereg vezetői összeesküvést szerveztek a diktátor megbuktatására, ami viszont López tudomására jutott. Ekkor hágott tetőfokára rémuralma az országban, mert ekkor nemcsak az összeesküvőket, hanem az elárulástól való félelmében százával végeztette ki az embereket, köztük leghűségesebb híveit, valamint édesanyját és testvérét is. Ennek a tisztogatásnak külföldi diplomaták, sőt hivatalnokok és értelmiségiek is áldozatul estek, ami a paraguayi adminisztrációra és gazdaságra is végzetes csapást mért.
Az ország lakosainak életét azonban nemcsak a három szomszédos állammal vívott harc keserítette meg: López elnök gyakorlatilag minden férfit bevonultatott a hadseregbe, így nem maradt olyan munkás, aki a földeken tudott volna dolgozni. Az emiatt kialakuló éhínségben több ezren vesztették életüket. Végső kétségbeesésében gyermekekből szervezett katonai alakulatokat – ezeknek a dandároknak kellett volna megfékezniük a hármas szövetség támadásait. Az ellenség félrevezetésére szakállat és bajuszt aggattak a fiúkra. Ám a gyerekeknek nem sikerült az ellenség feltartóztatása. A gyerekkatonák soraiban soraiban szolgált az akkor 16 éves Emilio Aceval is, aki 1898-ban Paraguay elnöke lett.
Végül López kezén már nem maradt terület, az országot teljesen elfoglalták a brazil és argentin csapatok. 1869-től a bukott diktátor gerillaháborúra rendezkedett be. 1870-ben egy utolsó nagyobb vállalkozást indított Cerro Corá mellett a brazilok ellen, Északkelet-Paraguayban. A csatában a katonák többsége dezertált López mellől, aki viszont eltökélte, hogy az utolsó véréig küzdeni fog. A brazilok végül lelőtték, ezzel véget is vetettek a borzalmas háborúnak.

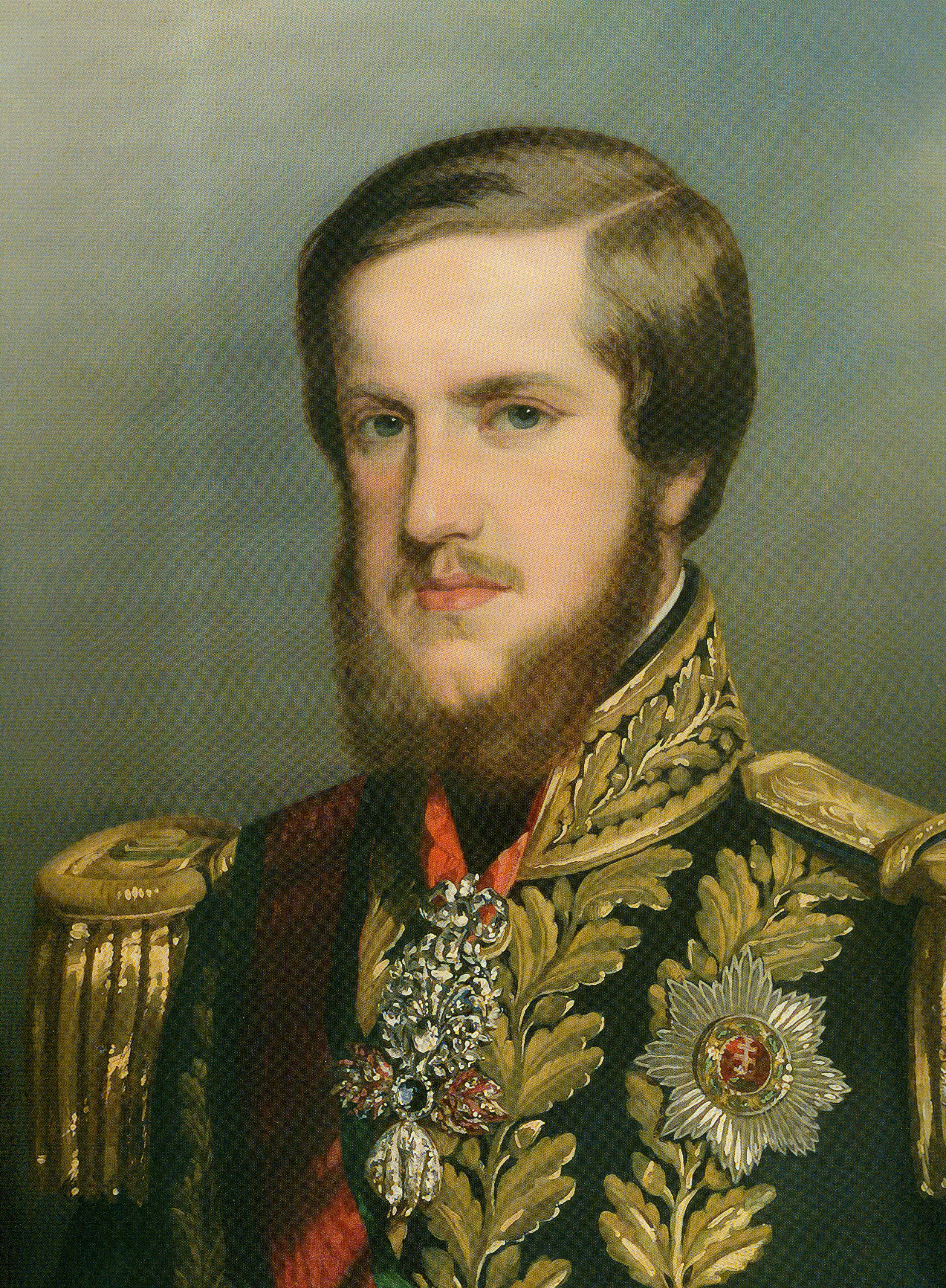
II. Péter Brazília császára (1831-1889), a hármas szövetség első számú vezetője.
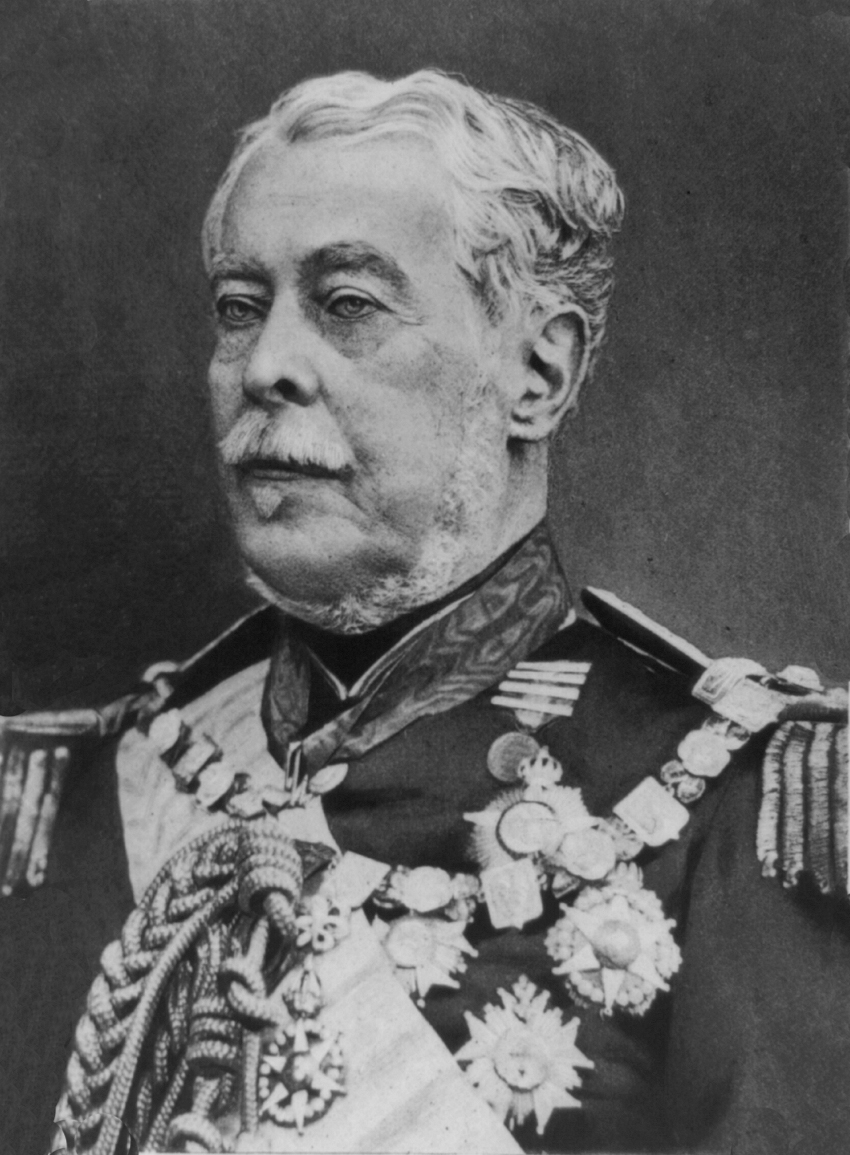
Luís Alves de Lima e Silva (1803-1880), Caxias hercege, a Brazil Császárság marsallja. A "vasherceg" (O Duque de Ferro) a hármas szövetség csapatainak főparancsnoka volt a háborúban.
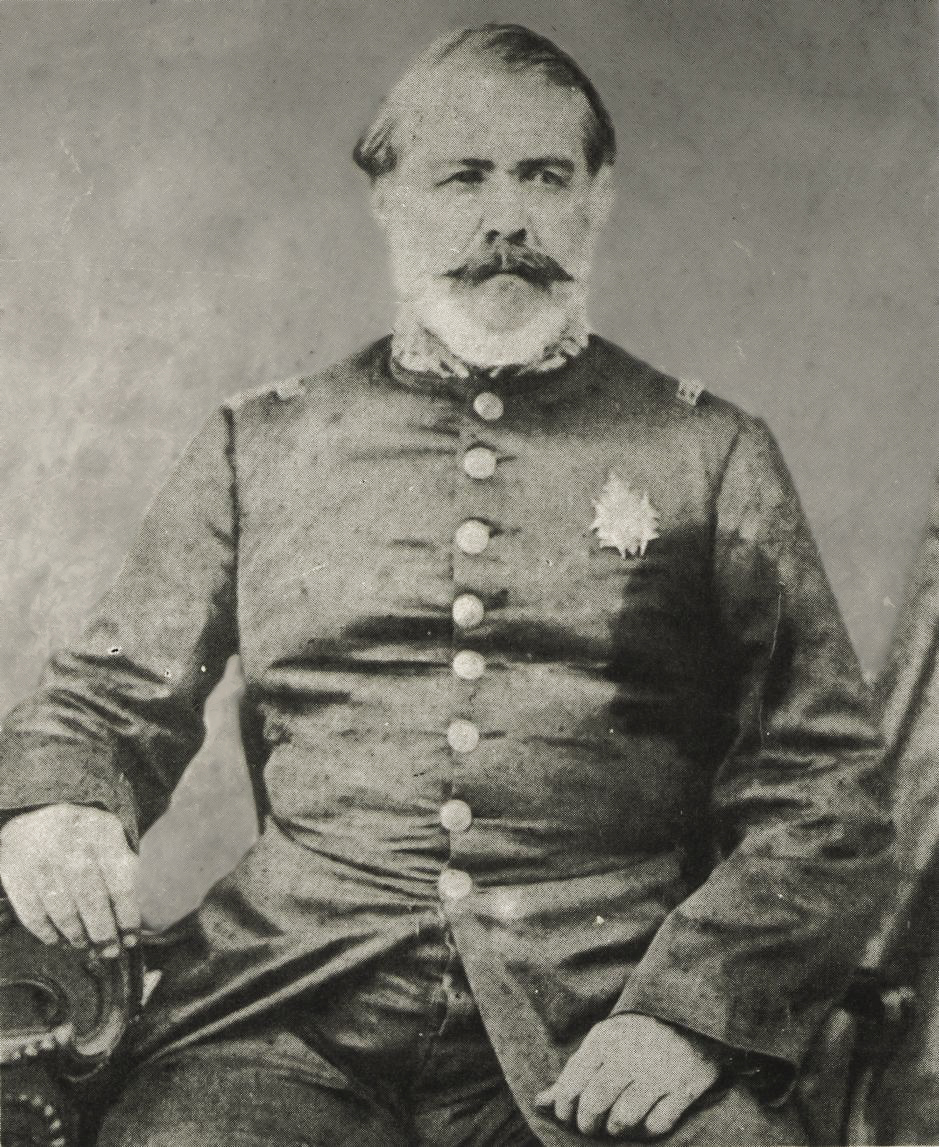
Manuel Luís Osório (1808-1879), Erval márkija, a Brazil Császárság marsallja, a hármas szövetség egyik kiemelkedő képességű parancsnoka.
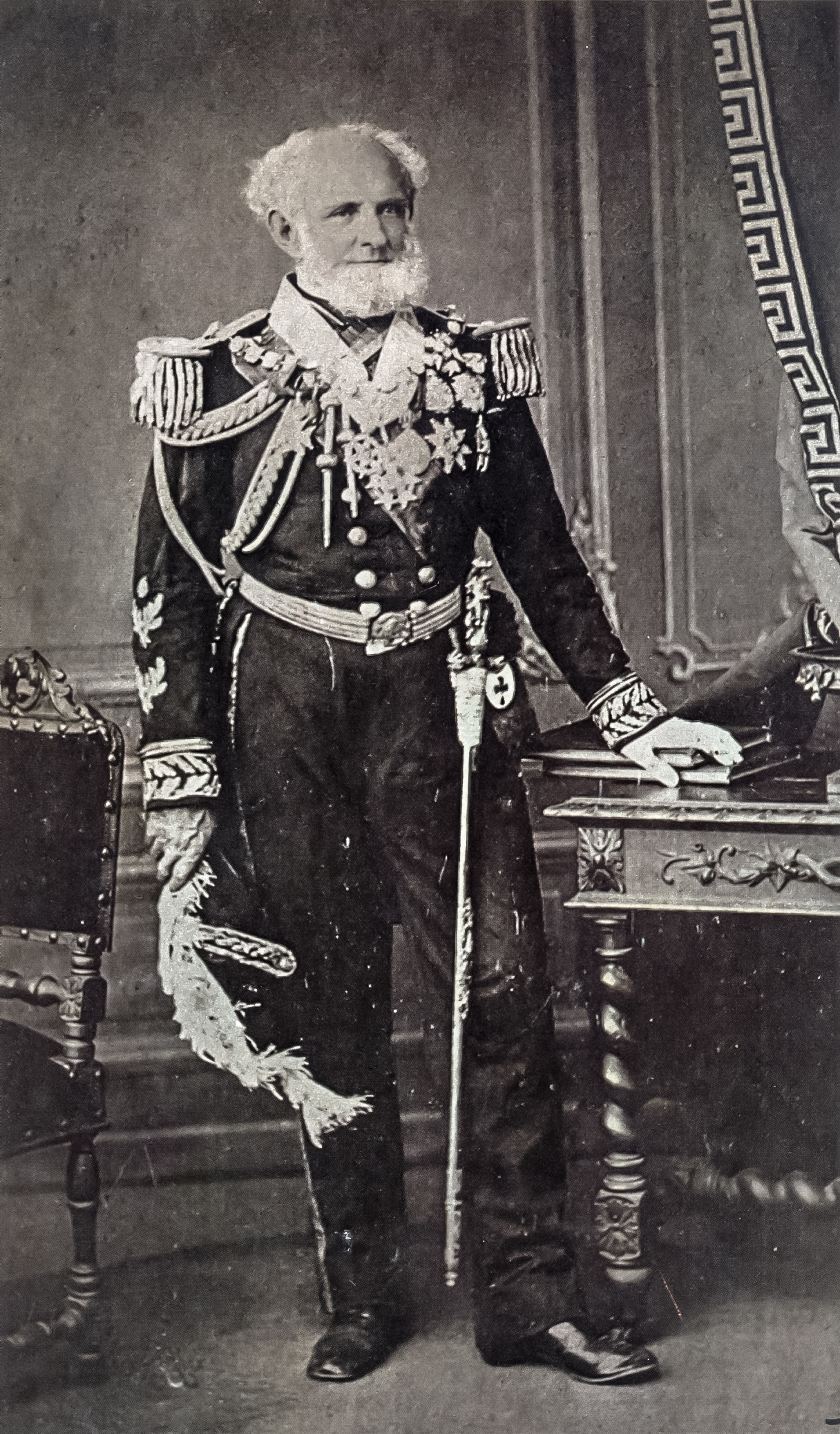
Joaquim Marques Lisboa (1807-1897), Tamandaré márkija, a brazil Császári Haditengerészet (Armada Imperial) admirálisa.
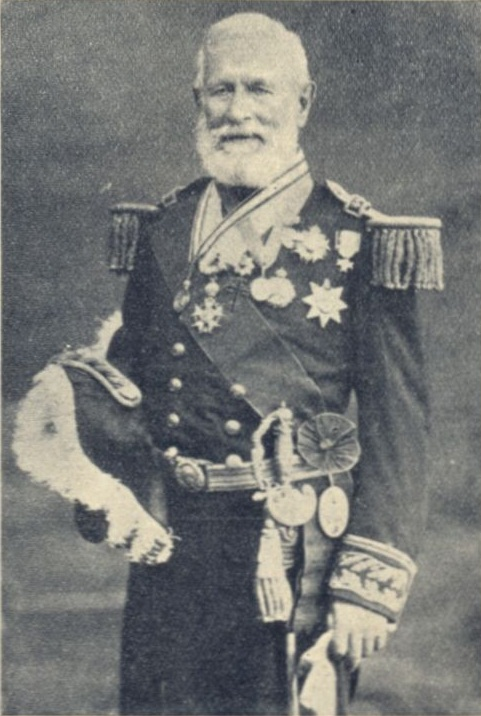
Francisco Manuel Barroso (1804-1882), Amazonas bárója, a brazil Császári Haditengerészet admirálisa.
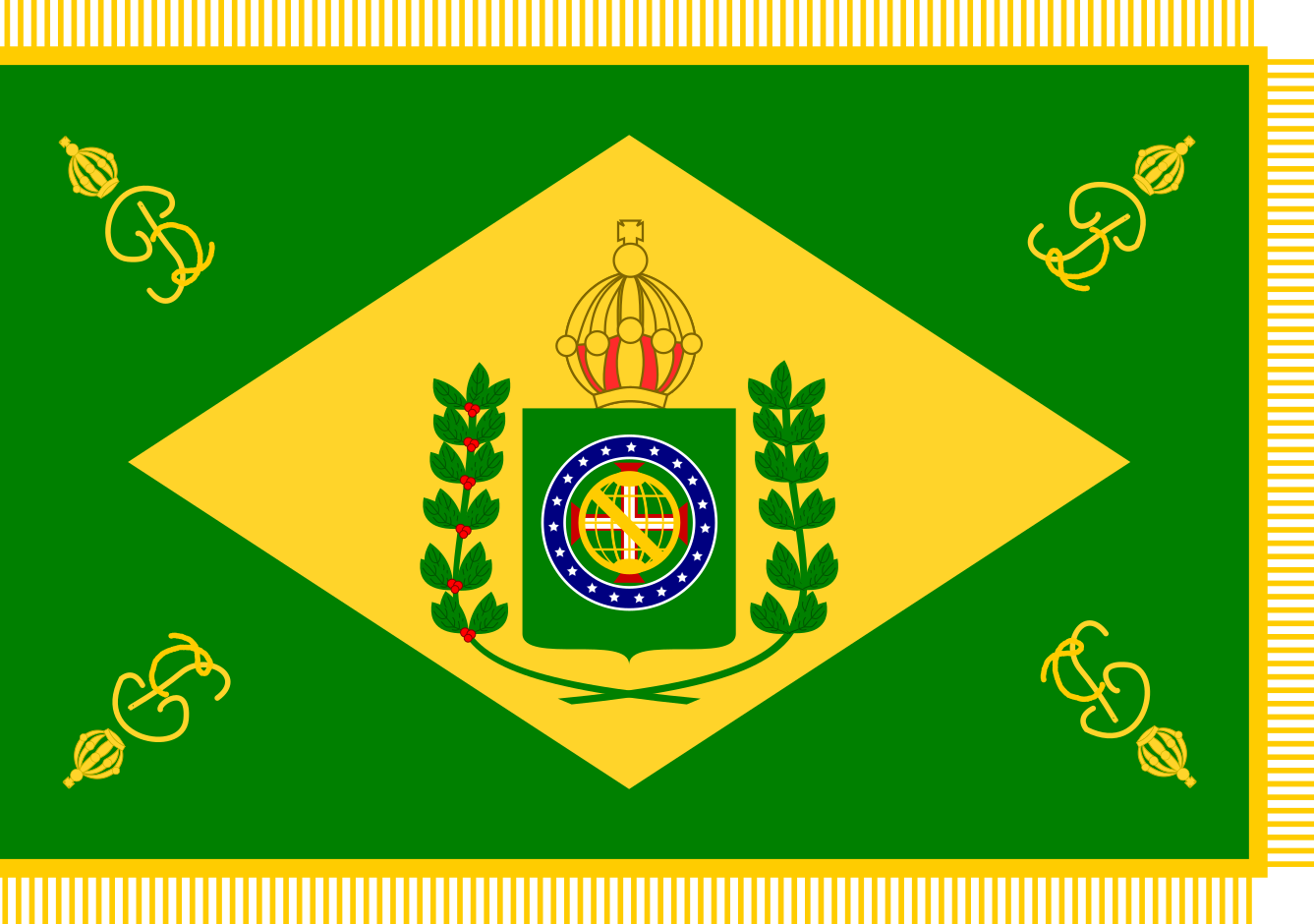
A Brazil Császári Hadsereg (Exército Imperial Brasileiro) hadilobogója a sarkokban II. Péter császár névjelével (P2).
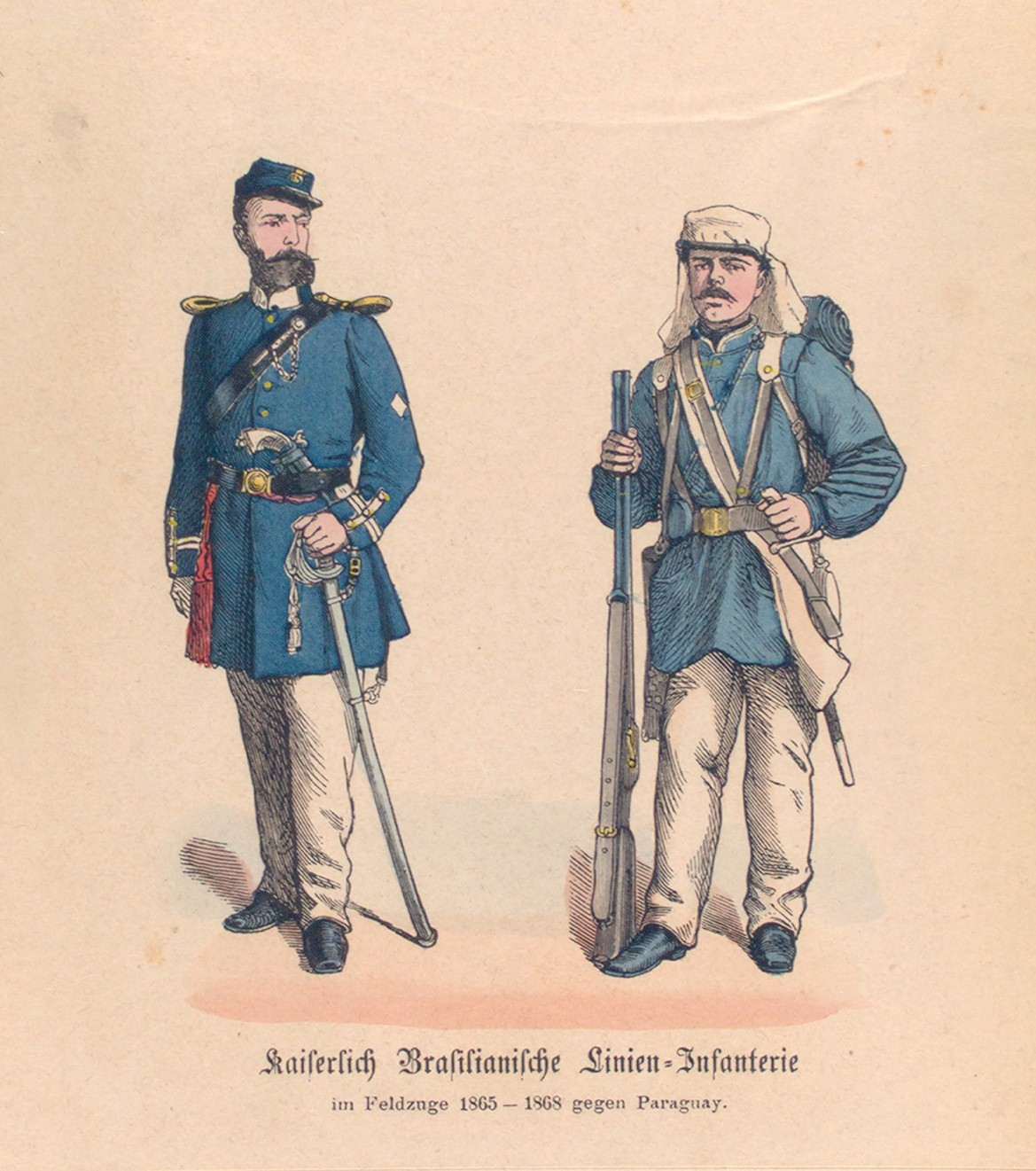
Brazil császári tiszt (balra) és gyalogos 1865-1868.
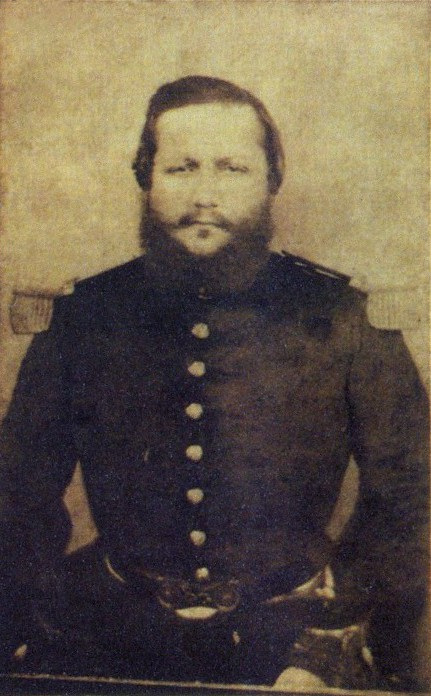
Francisco Solano López (1827-1870) Paraguay elnöke (1862-1870), a hadsereg főparancsnoka.
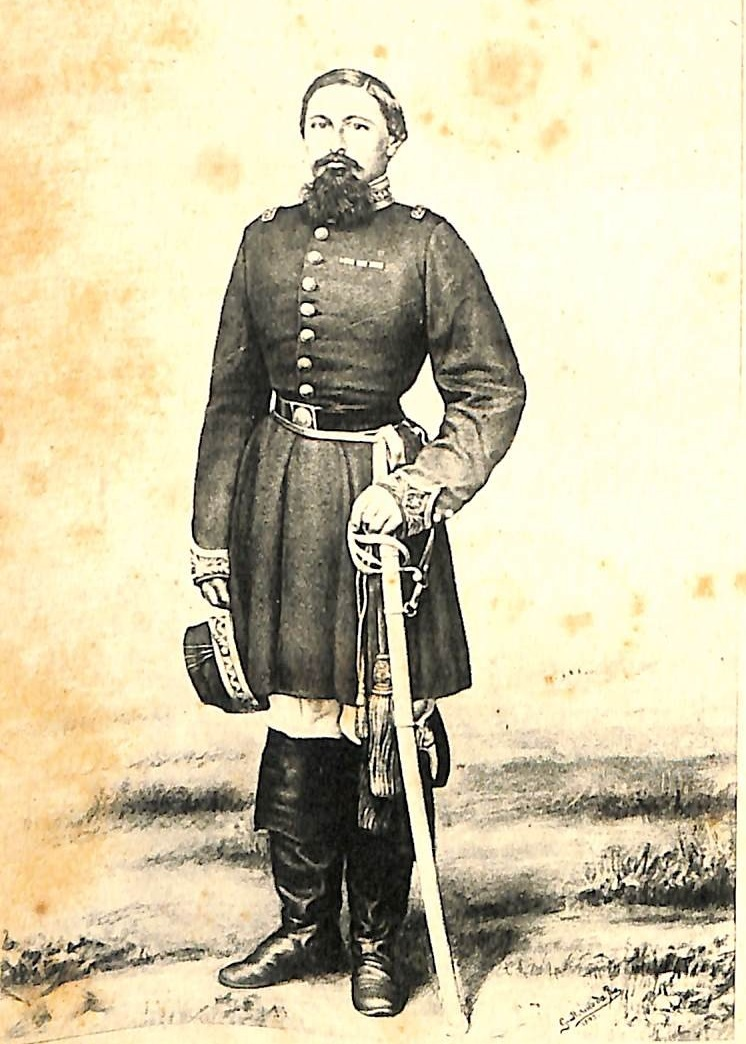
José Eduvigis Díaz Vera (1833–1867) tábornok, Paraguay tehetséges hadvezére a konfliktus során.

## Következmények

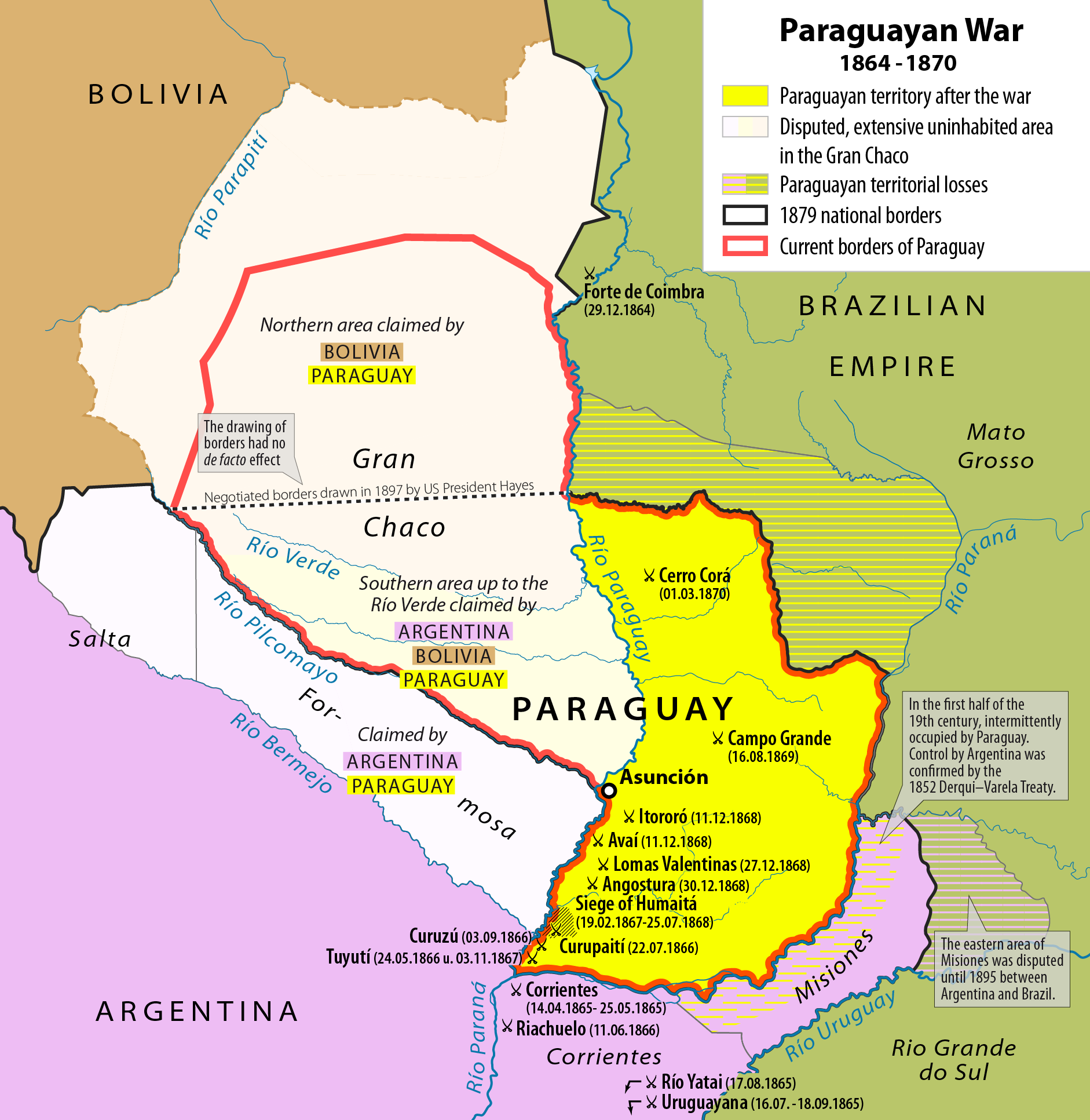
Paraguay területi változásai a háborút követően.

Az öt évig tartó vérontás – illetve az éhínség – eredményeképpen az 1,4 milliós ország elvesztette férfi népességének 80 százalékát. A megmaradt 220 ezer fős lakosságban pedig drasztikusan megváltozott a nemek szerinti arány: 28 ezer férfi maradt csupán életben 192-200 ezer nő mellett, azaz körülbelül négy nőre jutott egy férfi, akiknek a többsége aggastyán, gyerek vagy rokkant, munkaképtelen személy volt.
Az ország gazdasága, amely korábban virágzó és stabil volt most mindenestül megsemmisült. Megfelelő munkaerő gyakorlatilag nem akadt, odavesztek a hivatalokat irányítani képes tisztviselők, jogászok, a rend fenntartására nem volt katonai erő, sem azt irányító tisztek. Orvosok, tanárok és orvosi ellátás sem volt az országban. Paraguayt egy ideig a braziloknak kellett irányítani.
Bár a harcok végeztével az új kormányok a bevándorlás támogatásával elindították a népességnövekedést (főleg Argentínából, Olaszországból, Spanyolországból, Franciaországból és Németországból érkező emigránsokkal), az ország csak 1948-ra érte el újra a háború előtti lakosságszámot.
Az előzetes tervekkel ellentétben a hármas szövetség nem kebelezte be teljesen Paraguayt, noha az önálló államszervezetként 1870 után gyakorlatilag nem is létezett. Később újraalakulhatott az ország kormánya, de Paraguay véglegesen elvesztette követelését olyan területekre is, amelyek hovatartozásán a háború előtt is tárgyaltak Brazíliával és Argentínával. Ezenkívül a két állam nagy darabokat csatolt el és kötött saját területéhez (ezek a területek teljesen el voltak néptelenedve a harcok és betegségek következtében). Argentína a Pilcomayo folyóig, keleten pedig a Paraguay folyóig terjedő területet kapta. A brazilok a Paraná és a Paraguay közé eső térséget szereztek meg, ahol később létrejött a Ponta Porã nevű régió, mely ma Mato Grosso do Sul brazil szövetségi állam része. Nyugaton Bolívia, mely nem vett részt a háborúban szintén elcsatolhatott egy részt a Gran Chacóból, ahol igen gyér a lakosság napjainkban is (a Gran Chacóért később Paraguay és Bolívia folytatott háborút egymás ellen). Összesen mintegy 140 ezer négyzetkilométer volt érintett Paraguay korábbi területéből.
Uruguay, amely jelentősen kivette a részét a hármas szövetség háborújából nem részesedett a zsákmányból, mindössze annyit nyert, hogy megőrizhette függetlenségét.

## Utókor véleménye
A történészek a mai napig kérdések tucatjaira igyekeznek választ adni azzal kapcsolatban, hogy miért ment bele López a háromfrontos háborúba. Sokak szerint ez volt a világtörténelem legértelmetlenebb és legfeleslegesebb fegyveres konfliktusa, mivel a paraguayi elnöknek gyakorlatilag semmilyen oka nem volt arra, hogy hadba lépjen erősebb szomszédjai ellen.
A paraguayi háborús propaganda az emberek rasszista előítéleteire is próbált építeni. A közleményekben azt állították, hogy a brazil hadsereg zömmel színesbőrűekből áll és a brazilok feketéket akarnak Paraguayra szabadítani.
Ennek ellenére Paraguayban López megítélése egészen más. Nyilvánvaló, hogy mániákus hatalomvágya és oktalan elbizakodottsága felelős a katasztrófáért, ami miatt Paraguay szó szerint majdnem teljesen megszűnt létezni, halálát azonban mártírhalálnak könyvelték el és hősöknek járó tiszteletadás mellett helyezték végső nyugalomra a fővárosban. Halála napja nemzeti ünnep Paraguayban és számtalan közterület, épület viseli a nevét, azonkívül szobrai állnak. A paraguayiak úgy látják, hogy az elnök személyes áldozatot hozott azért, hogy országa felemelkedhessen és virágozhasson.